# Goryczkowate
Goryczkowate (Gentianaceae Juss.) – rodzina roślin należąca do rzędu goryczkowców. Obejmuje ok. 1740 gatunków łączonych w ok. 99 rodzajów, spotykanych od Arktyki po wyspy subantarktyczne. Nie występują tylko na obszarach wielkich pustyń w Afryce, Azji i Australii. Największe zróżnicowanie osiągają w strefach umiarkowanych i na obszarach górskich, przy czym zasięg blisko połowy rodzajów obejmuje Amerykę Południową. W polskiej florze rodzinę reprezentują rodzaje: centuria (Centaurium), goryczka (Gentiana), goryczuszka (Gentianella) i niebielistka (Swertia). Liczne gatunki uprawiane są jako ozdobne, choć uprawa ich oceniana jest jako trudna (eustoma jest popularnym kwiatem ciętym). Przedstawiciele rodzaju Fagraea dostarczają surowca do przemysłu perfumeryjnego i wartościowego drewna.

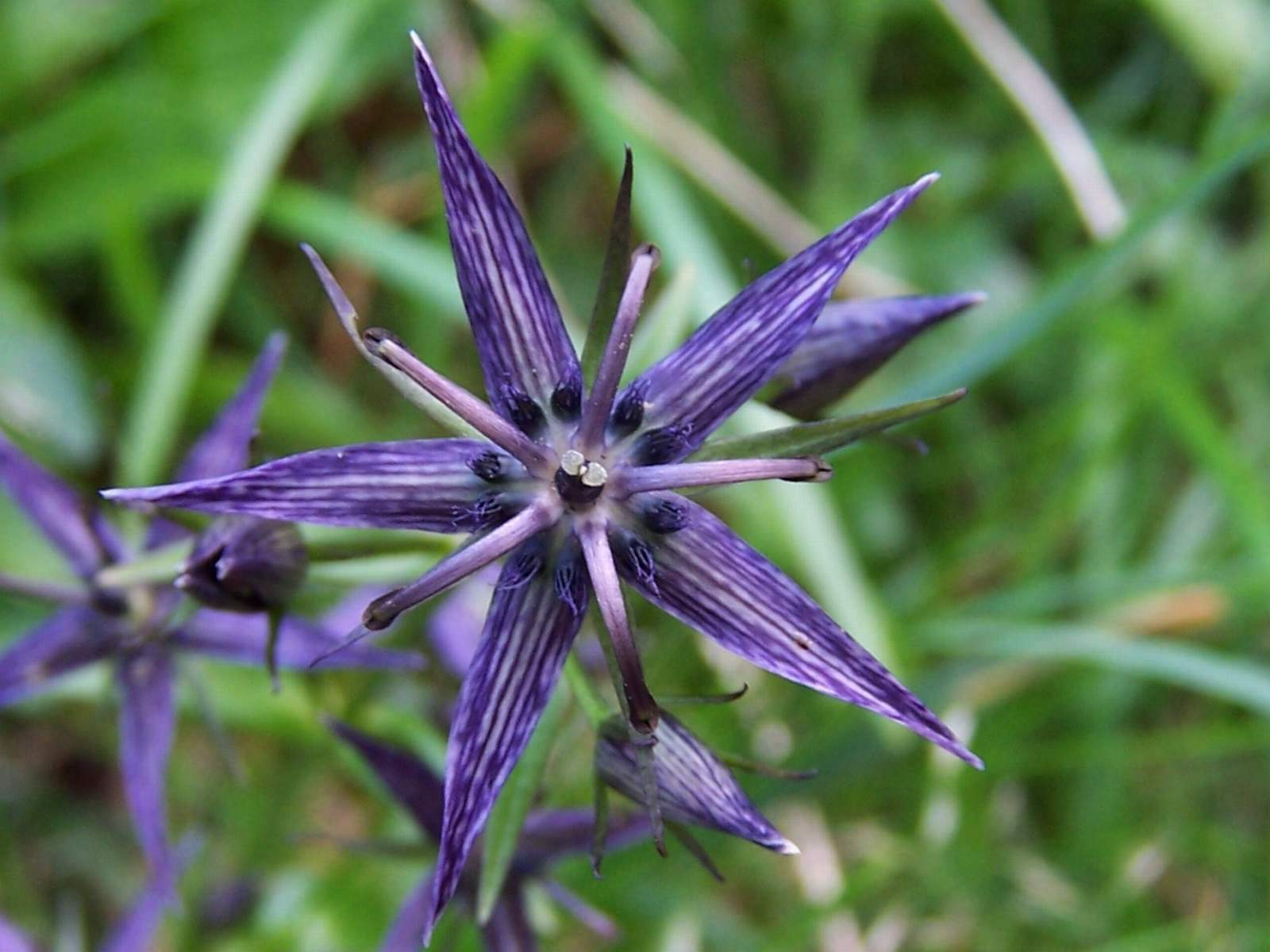
Niebielistka trwała

## Morfologia
PokrójZielone autotrofy i bezzieleniowe myko-heterotrofy (w niektórych ich rodzajach, takich jak Bartonia i Obolaria, pędy są jasnozielone). Należą tu zarówno rośliny zielne, jak i krzewy, pnącza i drzewa (największe w rodzajach Anthocleista i Fagraea osiągają 35 m wysokości). Pędy tych roślin są nagie. Często tworzą kobierce lub poduszki.
LiścieZwykle naprzeciwległe (z wyjątkiem okółkowych u Swertia i bardzo rzadkiego ulistnienia skrętoległego). Blaszka liściowa pojedyncza, zwykle całobrzega. Liście u nasady bez przylistków, ale często z linią łączącą nasady naprzeciwległych liści. U gatunków bezzieleniowych liście zredukowane do łusek. U roślin z rodzaju Saccifolium blaszka jest pęcherzykowato rozdęta.
KwiatyPojedyncze lub zebrane w szczytowe lub wyrastające w kątach liści wierzchotki pojedyncze i złożone. Kwiaty zwykle są promieniste (czasem kielich jest grzbiecisty) i obupłciowe (wyjątkiem jest rodzaj Veratrilla). Kielich tworzą zazwyczaj cztery lub pięć (maksymalnie do 12) zrośniętych działek. Korona zrośnięta z takiej samej liczby płatków jak liczba działek kielicha, zwykle okazała, rurkowata, dzwonkowata, lejkowata, talerzowata, rzadko kolista. Po wewnętrznej stronie korony występują miodniki w formie łusek lub zagłębień. Korona w pąku jest zwykle prawoskrętna. Pręcików jest tyle ile płatków korony, wobec których wyrastają naprzemianlegle. Nitki pręcików przyrastają do rurki korony, rzadko też zrastają się ze sobą (w przypadku rodzajów Leiphaimos i Voyria). Zalążnia jest górna, powstaje z dwóch owocolistków i zwykle jest jedno-, rzadko dwukomorowa. Zalążki są zwykle anatropowe. Pojedyncza szyjka słupka zwieńczona jest pojedynczym lub rozwidlonym znamieniem, czasem znamię osadzone jest bezpośrednio na górnej części zalążni.
OwocPrzeważnie torebka pękająca dwoma przegrodami, rzadko jagoda. Nasiona są zwykle bardzo liczne i drobne.

## Biologia i ekologia
Rośliny z tej rodziny wyróżniają się obecnością goryczy będących glikozydami: gencjopikryny i amarogentyny.
Goryczkowate zajmują różne siedliska, ale stosunkowo najczęściej związane są z otwartymi terenami trawiastymi i murawami alpejskimi.
Kwiaty goryczkowatych są zwykle owadopylne – zapylaczy wabią miodniki występujące na kielichu, koronie i u podstawy zalążni. Samopylność nie występuje z powodu nierównomiernego dojrzewania organów męskich i żeńskich (przedprątność, przedsłupność) oraz różnosłupkowości.

## Systematyka

Centuria pospolita

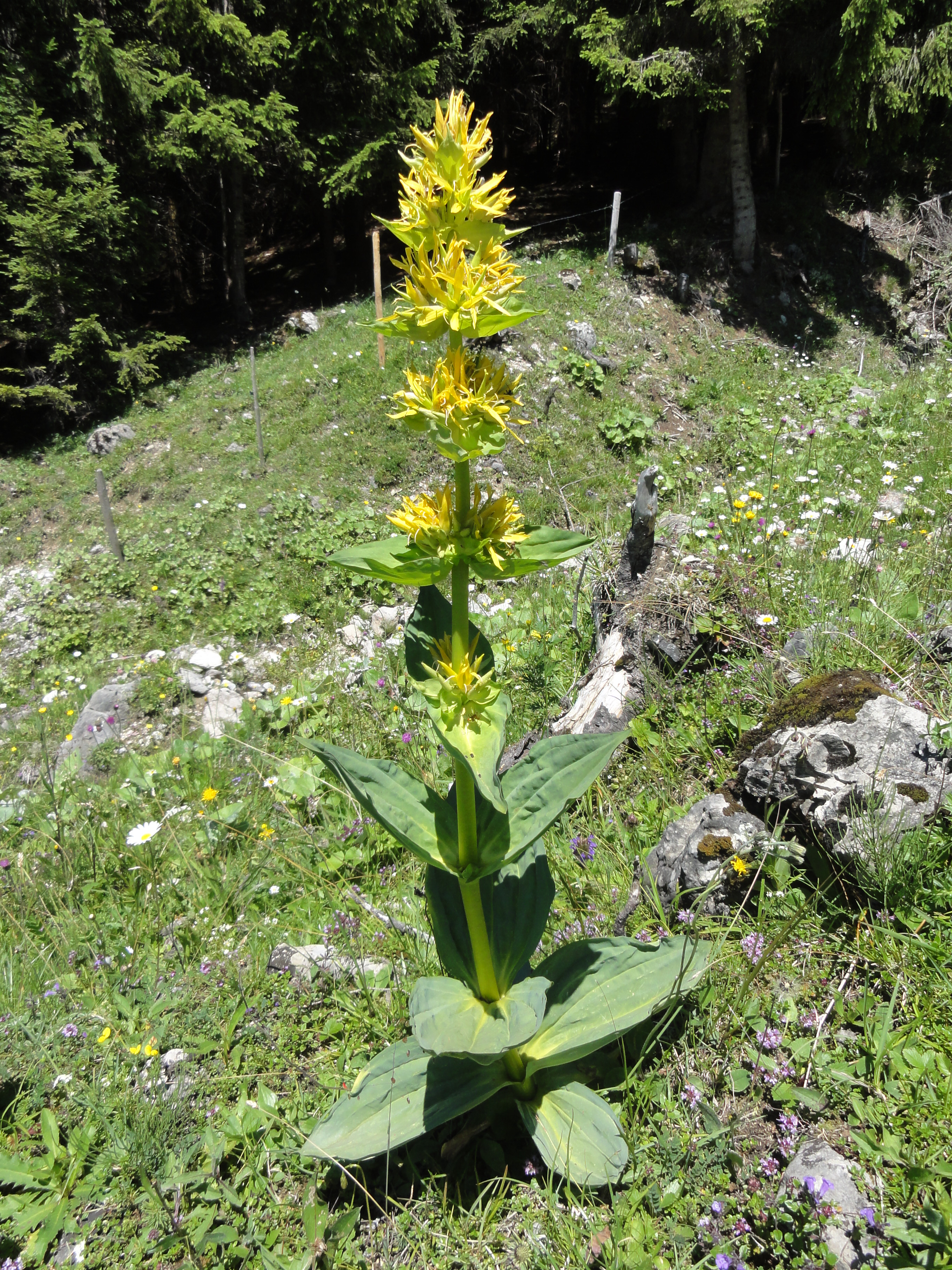
Goryczka żółta

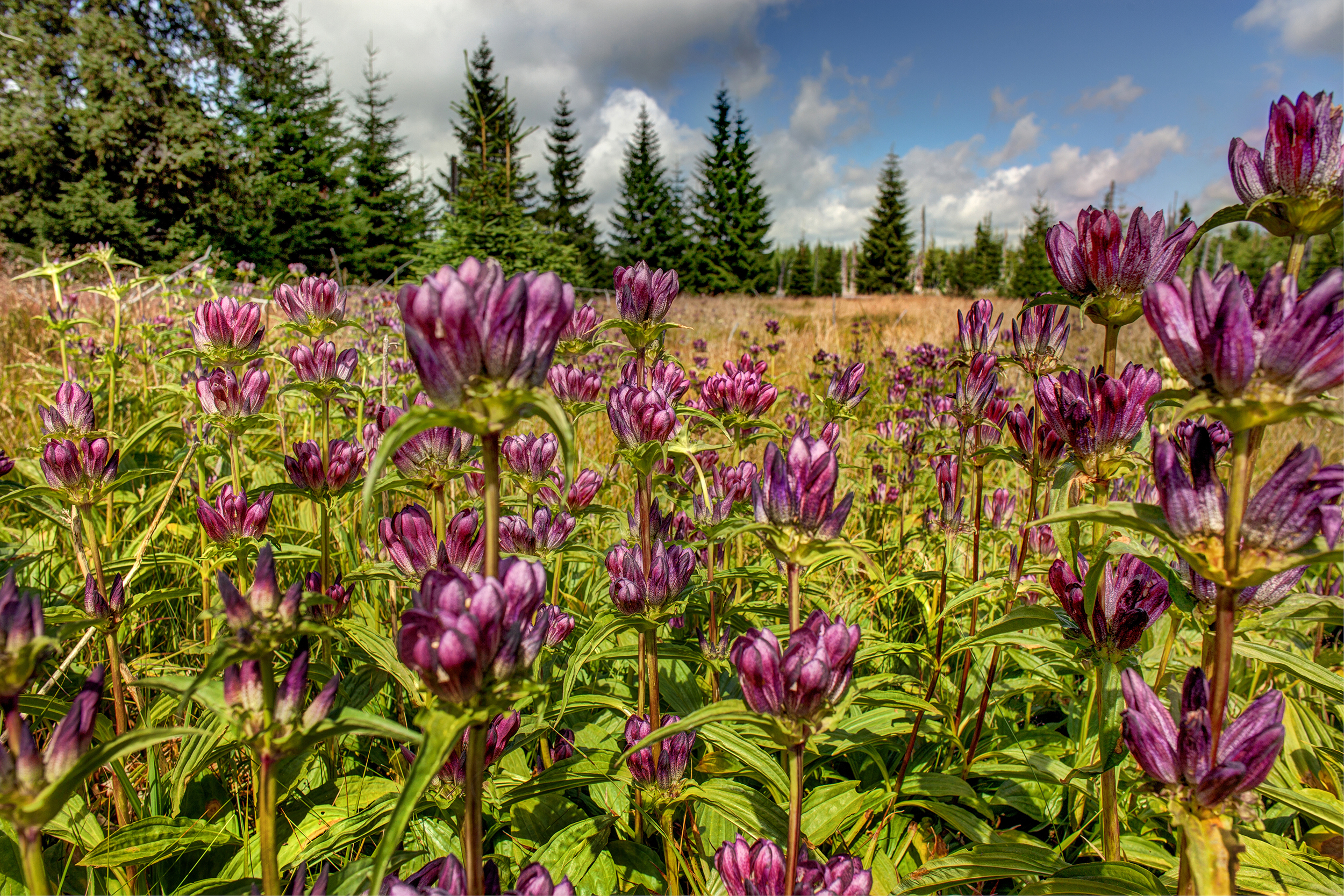
Gentiana pannonica

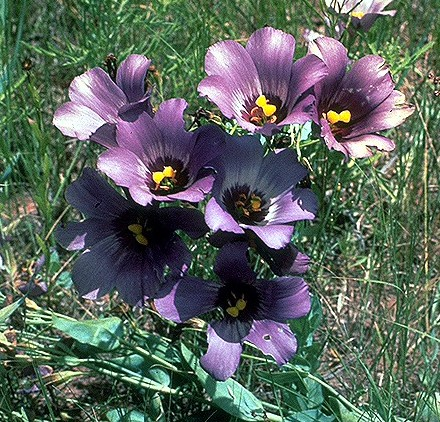
Eustoma exaltatum

Na podstawie analiz chemizmu i badań molekularnych DNA stwierdzono przynależność do tej rodziny kilku rodzajów roślin drzewiastych tradycyjnie wcześniej zaliczanych do loganiowatych (rodzaje: Anthocleista, Fagraea, Potalia). Podobnie na podstawie cech związanych z chemizmem, ustalono, że zaliczany tu dawniej rodzaj Emblingia w istocie należy do kapustowców Brassicales, w obrębie których tworzy monotypową rodzinę Emblingiaceae. Należące do rodziny rodzaje myko-heterotroficzne (Voyria, Voyriella, Sabaea, Bartonia, Obolaria, Cotylanthera) nie są ze sobą blisko spokrewnione – zdolność do mykotrofizmu wyewoluowała kilkukrotnie w obrębie rodziny. W rodzajach Exochaenium i Exacum występują zarówno gatunki zielone jak i bezzieleniowe. 
Pozycja systematyczna według APweb (aktualizowany system APG IV z 2016)
Rodzina siostrzana w stosunku do toinowatych Apocynaceae w obrębie rzędu goryczkowców (Gentianales) z grupy astrowych (okrytonasienne).
|  | Gelsemiaceae            |
|  |                         |
|  | Loganiaceae loganiowate |
|  |                         |

|  | Gentianaceae goryczkowate |
|  |                           |
|  | Apocynaceae toinowate     |
|  |                           |

|  | Gelsemiaceae            |
|  |                         |
|  | Loganiaceae loganiowate |
|  |                         |

|  | Gentianaceae goryczkowate |
|  |                           |
|  | Apocynaceae toinowate     |
|  |                           |

|  | Gelsemiaceae            |
|  |                         |
|  | Loganiaceae loganiowate |
|  |                         |

|  | Gentianaceae goryczkowate |
|  |                           |
|  | Apocynaceae toinowate     |
|  |                           |

|  | Gelsemiaceae            |
|  |                         |
|  | Loganiaceae loganiowate |
|  |                         |

|  | Gentianaceae goryczkowate |
|  |                           |
|  | Apocynaceae toinowate     |
|  |                           |

Podział rodziny na plemiona i rodzaje
Plemię Chironieae Endlicher

- Blackstonia  Hudson
- Canscora  Lamarck
- Centaurium  Hill – centuria
- Chironia  L.
- Cicendia  Adanson
- Coutoubea  Aublet
- Cracosna  Gagnepain
- Deianira  Chamisso & Schlechtendahl
- Duplipetala  Thiv
- Eustoma  Salisbury – eustoma
- Exaculum  Caruel
- Geniostemon  Engelmann & A. Gray
- Gyrandra  Grisebach
- Hoppea  Willdenow
- Ixanthus  Grisebach
- Microrphium  C. B. Clarke
- Orphium  E. Mey.
- Phyllocyclus  Kurz
- Sabatia  Adanson
- Schenkia  Grisebach
- Schinziella  Gilg
- Schultesia  Martius
- Symphyllophyton  Gilg
- Xestaea  Grisebach
- Zeltnera  Mansion
- Zygostigma  Grisebach

Plemię Exaceae Colla

- Exacum  L. – eksakum[8]
- Exochaenium  Grisebach
- Gentianothamnus  Humbert
- Klackenbergia  Kissling
- Lagenias  E. Mey.
- Ornichia  Klackenberg
- Sebaea  R. Brown
- Tachiadenus  Grisebach

Plemię Gentianeae Colla

- Bartonia  Willdenow
- Comastoma  (Wettstein) Toyok.
- Crawfurdia  Wallich
- Frasera  Walter
- Gentiana  L. – goryczka
- Gentianella  Moench – goryczuszka
- Gentianopsis  Ma
- Halenia  Borkh.
- Jaeschkea  Kurz
- Kuepferia  Adr. Favre
- Latouchea  Franchet
- Lomatogonium  A. Braun
- Megacodon  (Hemsley) Harry Smith
- Metagentiana  T. N. Ho et al.
- Obolaria  L.
- Pterygocalyx  Maximowicz

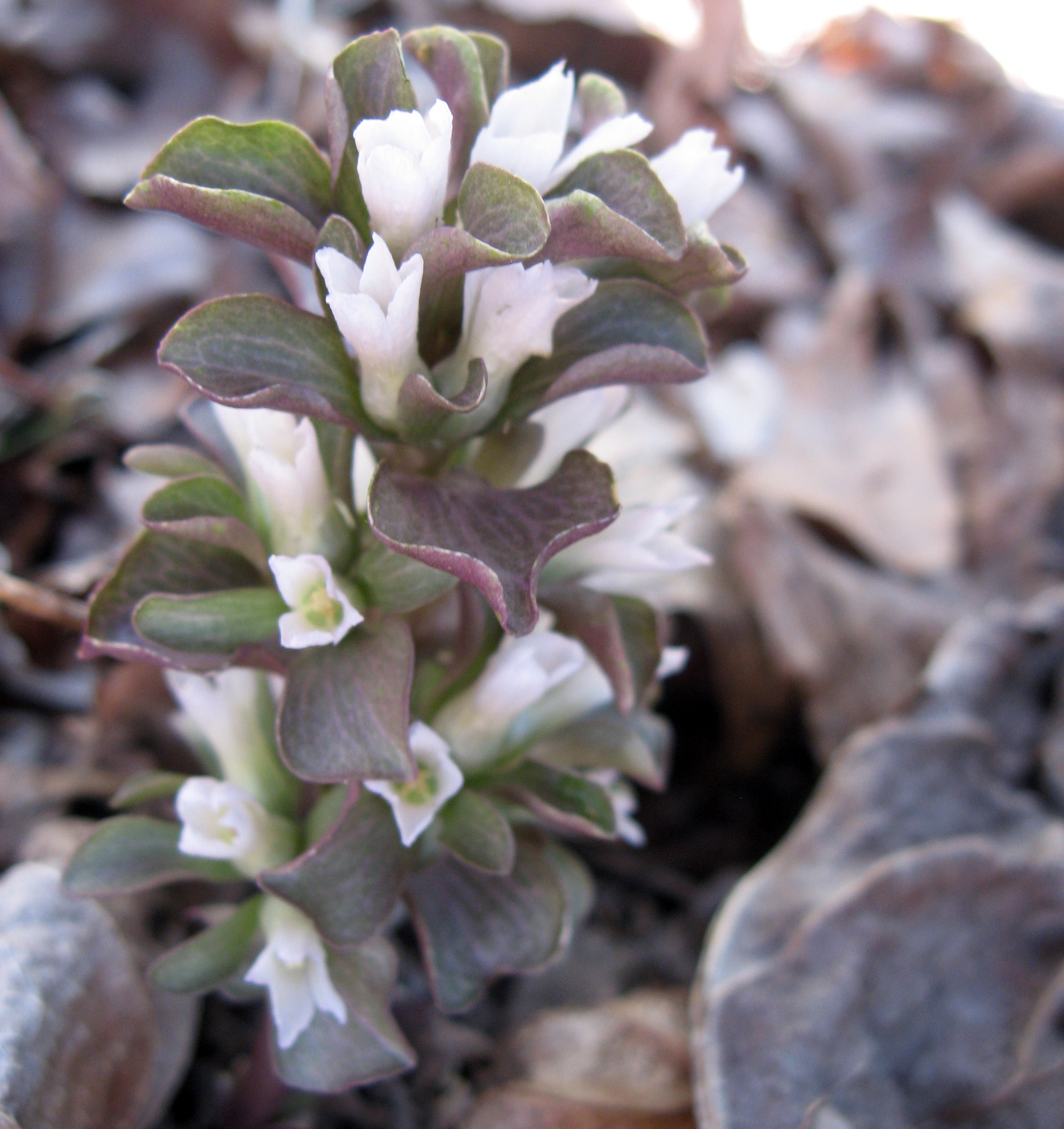
Obolaria virginica

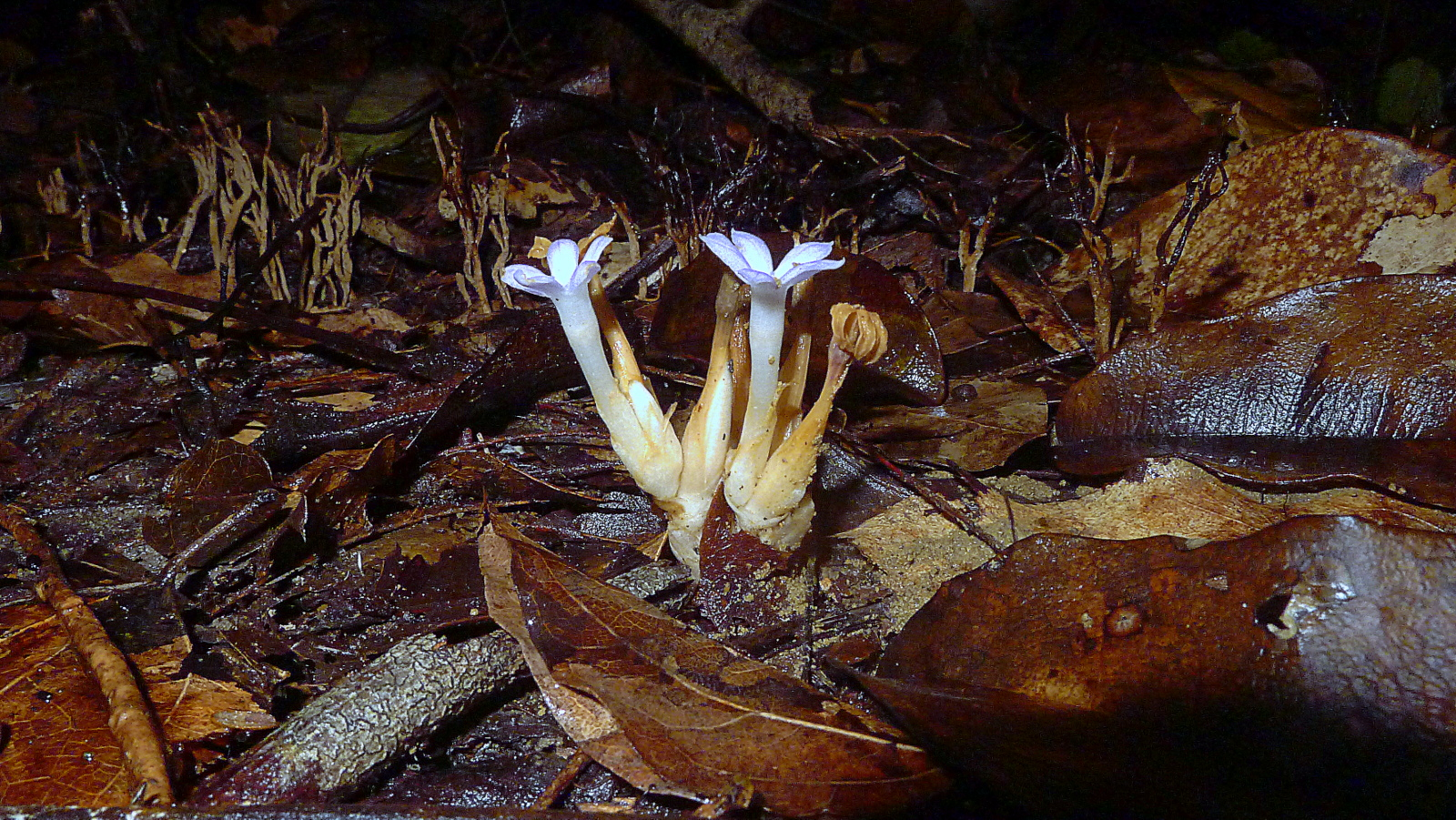
Voyria caerulea

- Sinogentiana  Adr. Favre & Y. M. Yuan
- Swertia  L. – niebielistka
- Tripterospermum  Blume
- Veratrilla  Franchet

Plemię Helieae Gilg

- Aripuana  Struwe et al.
- Calolisianthus  Gilg
- Celiantha  Maguire
- Chelonanthus  (Grisebach) Gilg
- Chorisepalum  Gleason & Wodehouse
- Helia  Martius
- Irlbachia  Martius
- Lehmanniella  Gilg
- Macrocarpaea  Gilg
- Neblinantha  Maguire
- Prepusa  Martius
- Rogersonanthus  Maguire & B. M. Boom
- Roraimaea  Struwe et al.
- Senaea  Taub.
- Sipapoantha  Maguire & B. M. Boom
- Symbolanthus  G. Don
- Tachia  Aublet
- Tetrapollinia  Maguire & B. M. Boom
- Yamomamua  J. R. Grant et al.
- Zonanthus  Grisebach

Plemię Potalieae Reichenbach (syn. Potaliaceae Martius)

- Anthocleista  R. Brown
- Bisgoeppertia  Kuntze
- Congolanthus  A. Raynal
- Djaloniella  P. Taylor
- Enicostema  Blume
- Fagraea  Thunberg
- Faroa  Welwitsch
- Karina  Boutique
- Lisianthius  P. Browne
- Neurotheca  Bentham
- Oreonesion  A. Raynal
- Potalia  Aublet
- Pycnosphaera  Gilg
- Urogentias  Gilg & Gilg-Benedict

Plemię Saccifolieae Struwe, Thiv, V. A. Albert & Kadereit (syn. Saccifoliaceae Maguire & Pires)
- Curtia  Chamisso & Schlechtendahl
- Hockinia  Gardner
- Saccifolium  Maguire & Pires
- Tapeinostemon  Bentham
- Voyriella  Miquel

Plemię Voyrieae Gilg
- Voyria  Aublet

Incertae sedis: 
- Lapithea  Grisebach
- Lomatogoniopsis  T. N. Ho & S. W. Liu
- Monodiella  Maire